# Paul Carlson

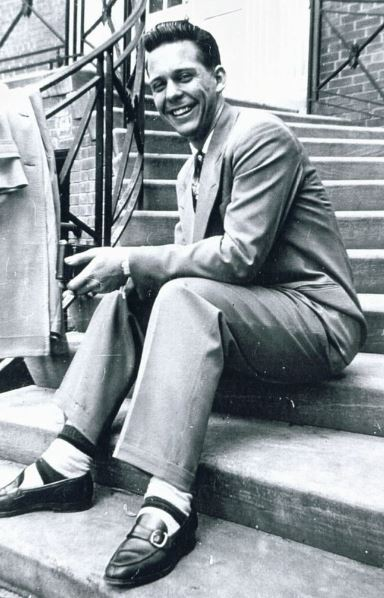
Paul Carlson

Paul Carlson (Culver City, 31 maart 1928 – Stanleystad, 24 november 1964) was een Amerikaanse arts en medische missionaris die heeft gediend in Wasolo, een plaats in wat nu Congo-Kinshasa is. Hij komt uit de Rolling Hills Covenant Church in het zuiden van Californië, die onderdeel is van de denominatie Evangelical Covenant Church. Hij is in 1964 vermoord door opstandelingen nadat hij vals was beschuldigd van spioneren voor de Verenigde Staten van Amerika.

## Biografie
Carlson werd geboren in het zuiden van Californië. Hij was de zoon van de Zweedse immigrant Gustav Carlson, een machinist uit het zuiden van Californië, en zijn vrouw Ruth. Hij is in 1948 afgestudeerd aan de North Park University, en heeft daarna in 1951 zijn bachelorraat in de antropologie gehaald aan Stanford. In 1956 rondde hij zijn studie geneeskunde af aan de George Washington University. Na het afronden van de studie geneeskunde, heeft hij vijf jaar lang gewerkt als specialist in opleiding, waarna hij als chirurg ging werken in Redondo Beach, Californië. Daar ontmoette en trouwde hij met de verpleegkundige Lois Lindblom uit Menominee, Michigan.
In 1961 volgde Carlson de roeping van de Covenant Church om God te dienen als missionaris-arts. Hij kwam aan in Congo en ging zes maanden werken als medisch missionaris in de provincie Ubangi. In december 1961 keerde hij terug naar Redondo Beach, maar bleef praten over een terugkeer naar de Congo omdat de nood er zo hoog was.
In juli 1963 keerde hij terug naar de regio Ubangi, samen met zijn vrouw, zoon Wayne en dochter Lynette. Hij werkte onder andere in een ziekenhuis met 80 bedden en in een leprakolonie. Gedurende deze tijd kreeg Carlson de bijnaam Monganga Paul, een naam die een innige en liefdevolle relatie met de lokale bevolking aangeeft. Dit werk ging door totdat de politieke onrust hun bereikte. In augustus 1964 namen de rebellen Stanleyville in, het tegenwoordige Kisangani, en de familie vluchtte de rivier Ubangi over naar de Centraal-Afrikaanse Republiek. Carlson bleef echter toegewijd aan zijn ziekenhuis en werk in Wasolo, en hij ging terug.

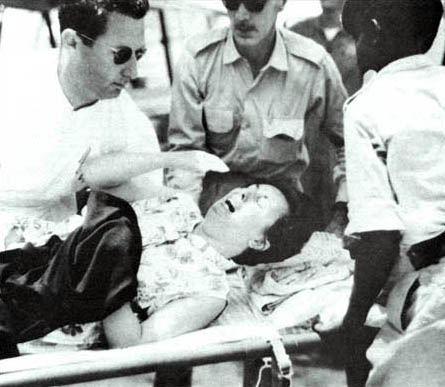
Dr. Carlson assisteert een slachtoffer dat wordt geëvacueerd.

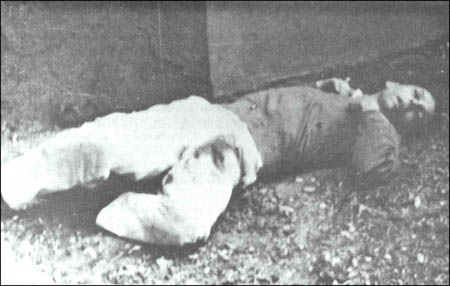
Het lichaam van de vermoorde Paul Carlson

Door zijn terugkeer belandde hij midden in de politieke onrust van die tijd, en hij ziel al snel in de handen van de door de communisten geïnspireerde Congolese rebellen van de Simba's. Zijn huis werd geplunderd, het ziekenhuis en andere gebouwen werden beschadigd en twee van zijn medewerkers werden doorgeschoten. Onder de instabiele leiding van Christophe Gbenye, beschuldigden de rebellen Carlson ervan een Amerikaanse spion te zijn, en ontvoerden hem naar Stanleyville. Carlson werd daar vastgehouden en geestelijk en lichamelijk gemarteld. In november 1964 kondigde Gbenye aan dat hij Carlson wilde gaan executeren, waardoor de regering van de VS onderhandelingen begon voor zijn vrijlating. In Stanleyville werd Carlson samen met de American consul gevangen gehouden door de rebellen. Na het mislopen van de onderhandelingen werden paratroepen ingevlogen, en de rebellen raakten in paniek. Op 24 november 1964 openden een aantal Simbasoldaten het vuur op een menigte, en Carlson en een aantal anderen klommen tegen een muur op in de hoop te kunnen ontsnappen. Voordat Carlson over de muur ging, drong hij er op aan dat een ander eerst ging, en terwijl hij over de muur klom, werd hij doodgeschoten.

## Erfenis
Hij werd bekend als de "Congo Martyr" en verscheen op de voorpagina van zowel Time als Life. Zijn grafsteen in Karawa heeft de inscriptie, "Greater love has no man than this, that a man lay down his life for his friends."— Johannes 15:13
Kort na de dood van Carlson richtten Lois en anderen het Paul Carlson Medical Program op met als doel geld in te zamelen voor de ondersteuning van het ziekenhuis in Loko. Ze breidden hun activiteiten uit met landbouwprogramma's om kennis uit te dragen over voeding, landbouwkunde, en micro-ondernemingen. In 2000 werd het Paul Carlson Medical Program nieuw leven ingeblazen en het opereert nu onder de naam Paul Carlson Partnership. Het Paul Carlson Partnership is een in Chicago gevestige nonprofitinstelling met een focus op investeren in gezondheidszorg, economische ontwikkeling en educatie in Centraal-Afrika.
Na de dood van haar man, schreef zijn vrouw Lois in 1965 de biografie "Monganga Paul".
Het Dr. Paul Carlson Park in de wijk Carlson Park in Culver City, Californië zijn beide naar hem vernoemd.
De Evangelical Covenant Church heeft een documentaire uitgebracht met de naam "Monganga"